# 5383 Leavitt
Az 5383 Leavitt (ideiglenes jelöléssel 4293 T-2) a Naprendszer kisbolygóövében található aszteroida. Cornelis Johannes van Houten,  Ingrid van Houten-Groeneveld,  Tom Gehrels fedezte fel 1973. szeptember 29-én.
Akiről elnevezték: Henrietta Swan Leavitt (1868–1921) amerikai amatőrcsillagász.